# Телефасса
Телефасса (др.-греч. Τηλέφασσα — далеко видная или «далеко светящая») — в древнегреческой мифологии жена Агенора, мать Европы, Кадма, Феникса и Килика (или жена Феникса, мать Европы).
По Мосху, её мать Ливия подарила ей золотую корзину для цветов работы Гефеста, а она подарила её Европе.
Вместе с сыновьями она направилась на поиски Европы и во Фракии, куда отправилась с Кадмом, умерла и была похоронена (либо она умерла на острове Фасосе).
В её честь названа линия Телефасса на спутнике Юпитера Европе.